# Heterusia obliquistriga
Heterusia obliquistriga là một loài bướm đêm trong họ Geometridae.